# Italian sandwich
L'Italian sandwich o Maine Italian sandwich è un panino tipico della cucina italoamericana diffuso nel Maine.

## Storia
L'Italian sandwich venne inventato nel 1903 dal fornaio Giovanni Amato di Portland (Maine). Mentre faceva il venditore di pane ambulante, gli scaricatori di porto locali erano soliti chiedere ad Amato di tagliare in due le sue pagnotte allungate per farcirle con carne a fette, formaggio e verdure. Amato in seguito aprì una paninoteca a Portland, e la catena di ristoranti Amato's. Gli Italian sandwich vengono oggi venduti in tutto il Maine.

## Caratteristiche
Negli Stati Uniti, il cosiddetto Italian sandwich è un submarine sandwich caratterizzato da due fette di pane lungo e un ripieno di carne, formaggi e verdure di vario tipo, tra cui salame, mortadella, coppa, prosciutto, provolone, pomodoro, cipolla, peperoni verdi, olive greche, olio d'oliva o per insalata, sale e pepe nero macinato.